# レッド・ペッパー・ガールズ
Red Pepper Girls(レッド・ペッパー・ガールズ)は、2008年に結成された韓国出身の双子姉妹ユニット。略称は『レッペ』。

## メンバー
- マイ(金眞姫:김진희、姉：副リーダー)

性格はおっとりマイペース。小学6年生頃迄は活発な性格だったが、いつの間にか妹と逆転していた。
ライブでは観客を煽るマミ（妹）を宥める事もしばしば。事務所からはビジュアル担当と言われている。
赤いカフスをしている。初ワンマンライブ以降、赤いチョーカーをしている。
- マミ（金眞美:김진미、妹：リーダー）

性格はイケイケ・ツンデレ。子供の頃はおとなしくいじめられたりもしたが、高校より芝居のスクールで勉強をするようになり活発になる。
来日後アナウンススクールで外郎売りを習う等しゃべりは姉よりも得意である。
役者：上谷真美として演劇の舞台にも過去6作品に出演している。
事務所からはMC担当とリーダーを任せられた。白いカフスをしている。
初ワンマンライブ以降、赤いブレスレット(バングル)をしている。

## グループ名の由来
- うどんに一味唐辛子を1瓶かけてしまう程辛党な二人の印象からレコード会社の偉い人に『コレで行け!』と決められた[1]。
- 当初のユニット名候補は京都の唐辛子から「舞妓はんひぃ〜ひぃ〜」であった。
後にバックバンドが「舞妓はんひぃ〜ひぃ〜」と呼ばれるようになる。

## 概略
- スチュワーデスになるための学校に通うために来日。
- 日本に来る前から芝居の勉強をしていたという妹：マミが演劇活動を開始。
- 姉：マイの「私も歌をやりたいなぁ」という発言によりユニット結成。
- ケータイ小説の実在モデルをきっかけに一躍シーンに登場。
- Do As Infinityや浜崎あゆみなどのヒット曲を手掛けたプロデューサーのD・A・Iに見いだされ、アーティストとしての活動を本格的に開始。
- 2008年9月にプレ・デビュー。
- 2009年2月2日に、渋谷O-WESTにて、はじめてのバンドライブを行う。
- 2009年4月8日に、全曲D・A・Iプロデュースによるフルアルバムでメジャー・デビュー。
- 2009年11月11日に、渋谷eggmanにてファーストワンマンライブを行う。大雨にもかかわらず満員の客の前で2時間にわたるステージを披露。
この年に行われたライブは実に101回を数える。
- 2010年2月1日に、初めてバンドライブを行った渋谷O-WESTでの「マリーの伝言」に再び登場。
- 2010年4月4日に、渋谷　七面鳥にて、はじめてのアコースティックライブを行う。チケット売り出し即完売のため、同日2ステージを実施。
この日初披露のマイによるギター、マミによるブルースハープを交えたアコースティックバージョンをはじめ、フルバンドによるライブ、マイのギター・マミのブルースハープの演奏による二人でのライブ、カラオケを使用してのライブと、あらゆる場面でのライブが可能となり、渋谷、新宿を中心にストリートライブや、地方でのライブパフォーマンスにも力を入れていくこととなる。
- 2010年7月18日～20日、「〜ダメ! Red Pepper Girlsじゃなきゃ! ゼッタイ!〜」ツアーの一環として、名古屋〜京都〜大阪と、中部・関西へ進出。

## エピソード

### 辛党
- 秋葉原のカレキチにて、赤い瓶のスパイスをお代わりするほどかけて食べるため、2人が食べているカレーだけ色が違う。
「オカワリしても怒らない店員さんに感謝している」[2]。
- 苺やゼリー等の果物にもタバスコや唐辛子をかける。
- 唐辛子系の辛さには強いがわさびは苦手[2]。

### 酒好き
- ライブではステージに上がる前に一杯飲んでから出る。
- レコーディング時、差し入れされたビールを気にして集中出来ず、プロデューサーのD・A・Iに「終わったら飲んでいいから」と言われる[3]。
- ステージ上で『スナック赤唐辛子』を演じる事も。
マミ=ママ。マイ=チーママ。
- ラジオ番組「Red Pepper Girlsが飲み会」(ラヂオつくば サイマルラジオ：毎週土曜 21:00 - 22:00、再放送毎週火曜 23:00 - 24:00)は毎回酒を1本空けるというコンセプトで、酔ったふたりの本音トークが聞ける。

### 飼い犬
- 愛犬はチワワの「ベリーちゃん(♀)」。名前の由来は「ゴシカ(Gothika)」『007ダイ・アナザー・デイ』(ボンドガールを務めた)などに出演している女優のハル・ベリーから[2]。

### 画伯
ラジオ番組の収録等では主にリーダー：マミがトークを担当。その間、副リーダー：マイはマイペースでイラスト(または落書き)を描き続ける。

### その他エピソード
- ライブ中に飲み物をこぼす事が多発してタンブラーを持参。
- サーカスMAXグラビア後チュッパチャプスの差し入れが増える。
- 二人ともリラックマが好き。特にコリラックマ(白いクマ)。

### ステージ衣装
- トレードマークのシルクハットないしツバのある帽子。
- お互い色違いのカフスをしている(マイ赤・マミ白)。
- メジャーデビュー以前は主にヒステリック・グラマーのDetroit Rock City Tシャツ。
- メジャーデビュー以降は金のスパンコールベストに金のブーツ（マミ）、銀のスパンコールベストに銀のブーツ（マイ）。
- インナーはキャミソール着用が多い。
- 初ワンマンライブ以降、オフィシャルTシャツと同じ双子の堕天使のデザインをモチーフにしたオリジナルのタンクトップにロングブーツを着用。

## 公演一覧

### 2008年
| 開催期日       | 公演タイトル                            | 会場                              | 備考                              |
| -------------- | --------------------------------------- | --------------------------------- | --------------------------------- |
| 2008年4月15日  |                                         | 六本木 morph-tokyo                | ライヴハウス                      |
| 2008年4月19日  |                                         | 六本木 alife                      | クラブ                            |
| 2008年5月16日  |                                         | 渋谷 Deseo                        | ライヴハウス                      |
| 2008年6月26日  |                                         | 六本木 King&Queen                 | クラブ                            |
| 2008年6月28日  |                                         | 渋谷 JZ Brat                      | ライヴハウス                      |
| 2008年7月5日   |                                         | 渋谷 Club Camelot                 | クラブ                            |
| 2008年7月8日   |                                         | 麻布 Warehouse                    | クラブ                            |
| 2008年7月20日  | レッドブル・イベント Yokohama Fireworks | 横浜新港埠頭 .                    |                                   |
| 2008年7月25日  | Club Carnivalイベント                   | 西麻布 Club Xross                 | クラブ                            |
| 2008年8月3日   | Fine Nightイベント .                    | 鎌倉由比ガ浜                      |                                   |
| 2008年8月17日  |                                         | 熱海花火大会                      | (バンドスタイル) with ARIA ASIA . |
| 2008年10月18日 |                                         | 渋谷 Deseo                        | LIVEビデオ撮影実施                |
| 2008年10月26日 | B玉LIVE                                 | 茅ヶ崎 JUSCO                      | 2ステージ                         |
| 2008年10月28日 | メシアフェスティバルvol.22              | 渋谷 DUO                          | ライヴハウス                      |
| 2008年11月16日 | B玉LIVE                                 | 埼玉スーパーアリーナ けやきひろば | 2ステージ                         |
| 2008年11月23日 | B玉LIVE                                 | 茅ヶ崎駅前                        | 2ステージ                         |
| 2008年11月30日 | AKIBAサンデーライブ                     | 秋葉原 UDXビル                    |                                   |
| 2008年12月21日 | X’mas LIVE                              | 六本木 a.i TOKYO                  |                                   |

### 2009年
| 開催期日                    | 公演タイトル | 会場                                                                      | 備考 |  |
| --------------------------- | --- | ------------------------------------------------------------------------- | --- |  |
| 2009年1月30日               | LIVE PARK in AKIBA | 秋葉原 「旧サトームセンビル」1階                                          | |  |
| 2009年1月31日               | | 川崎 Bottoms Up                                                           | |  |
| 2009年2月1日                | LIVE PARK in AKIBA | 秋葉原 「旧サトームセンビル」1階                                          | |  |
| 2009年2月2日                | マリーの伝言 | 渋谷 O-West                                                               | with YAK. / 日向ひとみ / non-St |  |
| 2009年3月1日                | LIVE PARK in AKIBA | 秋葉原 「旧サトームセンビル」1階                                          | |  |
| 2009年3月15日               | LIVE PARK in AKIBA | 秋葉原 「旧サトームセンビル」1階                                          | |  |
| 2009年3月21日               | LIVE PARK in AKIBA | 秋葉原 「旧サトームセンビル」1階                                          | |  |
| 2009年3月29日               | LIVE PARK in AKIBA | 秋葉原 「旧サトームセンビル」1階                                          | |  |
| 2009年3月22日               | PAY FORWARD＋ | 渋谷 WOMB                                                                 | with 電撃ネットワーク / JABBERLOOP / 山口リサ / STAR DISH / Missing Link and more... |  |
| 2009年3月29日               | J☆POP DRIVING NIGHT | 渋谷 Club Camelot                                                         | with DJ KEN-ICHIRO / カラテカ入江 |  |
| 2009年4月3日                | チュップスコロシアム'09 異種格闘技戦 ～私は私より強い奴に会いに行く～                                                          | 渋谷 RUIDO K2                                                             | with Chu!☆Lips |  |
| 2009年4月4日                | プロバスケットボールリーグ「Bjリーグ」 東京アパッチ vs. 新潟アルビレックス                                                     | 代々木第二体育館                                                          | オープニング / ハーフタイムゲスト |  |
| 2009年4月5日                | J☆POP DRIVING NIGHT | 柏 Sound Space Cafe WaRter                                                | with DJ KEN-ICHIRO |  |
| 2009年4月11日               | アルバム発売イベント | 秋葉原 Laoxアソビットシティ                                               | |  |
| 2009年4月11日               | アルバム発売イベント | 秋葉原 石丸電気ソフトワン                                                 | |  |
| 2009年4月11日               | 二次会的な打ち上げ的な飲み会                                                                                                   | 秋葉原                                                                    | |  |
| 2009年4月12日               | 『キャリオキROCK大作戦』 リリース記念イベント!                                                                                 | 大阪 ディスクピア日本橋店 音楽館6Fイベントフロア                          | |  |
| 2009年4月15日               | shibuya eggman presents “CONCENTRATE vol.39”                                                                                   | shibuya eggman                                                            | with 矢住夏菜 / B.B. Elisa / HANADELI. / 粟村杏衣 |  |
| 2009年4月19日               | | SHIBUYA@FUTURE                                                            | |  |
| 2009年4月30日               | magnetic | 六本木 King&Queen                                                         | セレブリティな社交パーティー。 |  |
| 2009年5月2日                | (第1部) SHUFFLE×SHUFFLE×SHUFFLE ～ハレハレ吉祥寺～                                                                             | 吉祥寺 SHUFFLE                                                            | with 咲岡里奈 / 保坂愛海 / U / 乾遥香 |  |
| 2009年5月2日                | (第2部) SHUFFLE×SHUFFLE×SHUFFLE ～ハレハレ吉祥寺～                                                                             | 吉祥寺 SHUFFLE                                                            | with 咲岡里奈 / 保坂愛海 / U / 乾遥香 / private noise cafe |  |
| 2009年5月3日                | (第1部) Deepa DEEP パーティー                                                                                                  | 大塚 Deepa                                                                | with 4 leaf clover / 田井中茉莉亜 / みやび |  |
| 2009年5月3日                | (第2部) Deepa DEEP パーティー                                                                                                  | 大塚 Deepa                                                                | with 4 leaf clover / 田井中茉莉亜 / なるみ / 萌映 / 樋口めぐみ / 星井りさ |  |
| 2009年5月4日                | Deep×Deep×Deep | 大塚 Deepa                                                                | with Missing Link / 新芽歩 / 橋本亜美 / 小桃音まい / ティーンズ☆ヘブン // 高田聖子 愛川瑞姫 |  |
| 2009年5月4日                | ポップディスコ vol.0-POP DISCO-                                                                                                | 大塚 Deepa                                                                | with Chu!☆Lips / Missing Link / 新芽歩 / 橋本亜美 / 小桃音まい / ティーンズ☆ヘブン / 太田ゆうき / 小山留生 / 中丸玲奈 / コスメティックロボット |  |
| 2009年5月9日                | B.L.T. PRESENTS Girls Woodstock Vol.12                                                                                         | 芝浦 スタジオキューブ326                                                  | with 西野名菜 / 光上せあら / JURIAN BEAT CRISIS / Rizumu / hy4 4yh / choice? / TEAM純情 / B.L.T.アイカレ1期生 / 川元由香(MC) /義家ゆりか(MC) |  |
| 2009年5月15日               | グレートマッスル2 | 渋谷 O-East                                                               | with KP / ウリフターズ / かっぱ / D.O.Z / Rays / (ゲスト) タカチャ |  |
| 2009年5月16日               | アイドルスナイパー | 大阪 世界館                                                               | with SAKUR∀ん / CRYSTAL / 山口満里奈 / Pastel / ましゅまろチェリーBURGER / 咲岡里奈 / 星崎なみ / みりん☆ / 4 leaf clover / ゆう / 桜川ひめこ / OSAKA翔ギャングズ / 私立梅っ子学園 / MarryDoll                                                                      |  |
| 2009年5月17日               | EBARA夢フェスタ2009 | 西小山駅前広場 おめでとうステージ                                         | |  |
| 2009年5月17日 2009年5月24日 | LIVE PARK in AKIBA | 秋葉原 「旧サトームセンビル」1階                                          | |  |
| 2009年5月24日               | Deeeep☆ExChange!!! | 六本木 a.i TOKYO                                                          | with DJ TSUBAKI & DJ KJ with Pole Dancers / Pole Dancers / MANA / YUKI |  |
| 2009年6月2日                | RING×RING×RING -DANCE×DANCE×DANCE ～表参道コレクション～-                                                                      | 表参道 FAB                                                                | with クリィミー・パフェ / スタイリッシュハート / 小田あさ美 / 小桃音まい / 小山留生 / 愛川瑞姫 |  |
| 2009年6月6日                | Perfume NiGHT vol.5 | Club EVER 青山                                                            | with ゆうぎ王 / あやや先生 / amU / Ordinary Venus(Cha-pon from 9nine) |  |
| 2009年6月14日               | ファンタスティック part3 | 渋谷 Deseo                                                                | with Feam / クリィミー・パフェ / Chu!☆Lips / 新芽歩 / SMaRT with RUKA / Suppli Mode / 小桃音まい / 小山留生 / 中丸玲奈 / 田井中茉莉亜 |  |
| 2009年6月16日               | Jolfa | 中目黒 solfa                                                              | |  |
| 2009年6月21日               | | 青山 Le Baron de Paris                                                    | |  |
| 2009年6月29日               | e+ & eggman presents "e!eggman live show 090629"                                                                               | shibuya eggman                                                            | with 矢住夏菜 / ステファニー |  |
| 2009年7月11日               | B.L.T. PRESENTS Girls Woodstock Vol.14                                                                                         | 渋谷 サイクロン                                                           | with 門脇舞以 / 井上直美 / Tomato n' Pine / JURIAN BEAT CRISIS / choice? / B.L.T.アイドルカレッジ1期生 / Survivё-ZERO |  |
| 2009年7月17日               | Saturday Night EDGE | 六本木 CLUB EDGE TOKYO                                                    | |  |
| 2009年7月24日               | FOX SUMMER PARTY | 六本木 a.i TOKYO                                                          | GUEST LIVE |  |
| 2009年7月25日               | Saturday Night EDGE | 六本木 CLUB EDGE TOKYO                                                    | |  |
| 2009年8月1日                | GIRLS × BEAT × SUMMER 2009 | 新宿御苑前シアターサンモール                                              | 第2公演にスペシャルゲストとして参加 with 9nine / Ordinary Venus MC：菊地亜美 / 大川藍 |  |
| 2009年8月7日                | アニソンぷらす×アニメ☆ダンス コレクション presents GIRLs-TechnoPop stadium vol.7                                               | Shibuya DUO -Music Exchange-                                              | with コスメティックロボット / HAPPY! STYLE Rookies / クリィミー・パフェ / 麻生夏子 / Pixy Chicks / 小桃音まい / アイドルカフェ天球 / Mary Angel / 咲岡里奈 / 太田ゆうき / 小花 / hug / MC:中島愛里                                                                 |  |
| 2009年8月8日                | B.L.T. PRESENTS Girls Woodstock Vol.15                                                                                         | 恵比寿 LIVE GATE                                                          | with ステファニー / amU / choice? / B.L.T.アイドルカレッジ1期生 / COSMETICS produced by ROCKETMAN |  |
| 2009年8月9日                | SECO LOUNGE TOgetherCLUB3 ～アイドル・渋谷・ミーティング～                                                                     | 渋谷 SECO                                                                 | with バニラビーンズ / MIZUKA(from 名古屋) 吉河順央 / うさぎのなみ平 / 古川未鈴、 / 西村めめ(以上4名from Dear Stage) 小田あさ美 / 佐藤正美 / 小山留生 / ☆ぴょんぴょん☆ / 加瀬しおり / ダークナースZERO / ルチル＆みぃち / もこぴ produced by Kenzo Saeki (Pearlnet) |  |
| 2009年8月16日               | ガールズボイスβ15 | 新宿 RUIDO K4                                                             | with 夢野磨 / Fu-Fu / 水地こはる / Jガールズ / 凪矢彩夏 / 咲山ゆうみ MC：正義のもっちゃん |  |
| 2009年8月16日               | | 渋谷 七面鳥                                                               | アコースティックライブ |  |
| 2009年8月21日               | Red Pepper Girls PRESENTS MIDNIGHT E☆ROCK 笑                                                                                   | 新宿LOFT                                                                  | with たいがー:りー / ウメ / ガシャーン / まかべまお / Rizumu |  |
| 2009年8月22日               | Saturday Night EDGE | 六本木 CLUB EDGE TOKYO                                                    | |  |
| 2009年8月23日               | Delicious! vol.1 | 赤坂 Club JAPAN                                                           | |  |
| 2009年8月26日               | | 西川口 LIVE HOUSE Hearts                                                  | with marco / KATA-KANA / Hi-CLASS |  |
| 2009年8月28日               | Best Hit Friday | 六本木 CLUB EDGE TOKYO                                                    | |  |
| 2009年9月6日                | C-Lip LIVE A GOGO! #22 | 芝浦 スタジオキューブ326                                                  | with Feam / IDOL@BOXX / SODA☆POP / 高橋美之 / 小桃音まい / 愛川瑞姫 |  |
| 2009年9月6日                | C-Lip LIVE A GOGO! #23 | 芝浦 スタジオキューブ326                                                  | with コスメティックロボット / Feam / d-trance / IDOL@BOXX / あさくらはるか17 / 小桃音まい |  |
| 2009年9月7日                | アニソンぷらす×アニメダンス コレクション presents GIRLs-TechnoPop stadium 〜リキッドルームより残暑お見舞い！奇跡の2days〜1日目 | 恵比寿 LIQUIDROOM                                                         | with 関口誠人(C-C-B) / コスメティックロボット / Suppli Mode /小田あさ美 / 小桃音まい / 太田ゆうき / 小山留生 / hy4 4yh ...and more |  |
| 2009年9月8日                | アニソンぷらす×アニメダンス コレクション presents GIRLs-TechnoPop stadium ～リキッドルームより残暑お見舞い！奇跡の2days～2日目 | 恵比寿 LIQUIDROOM                                                         | with 関口誠人(C-C-B) / コスメティックロボット / Suppli Mode /小田あさ美 / 小桃音まい / 太田ゆうき / 小山留生 ...and more |  |
| 2009年9月11日               | 深夜ライ部 | 千川 Beach V                                                              | with ガシャァン / ウメ 他 |  |
| 2009年9月12日               | Roppongi a.i TOKYO 2nd ANNIVERSARY                                                                                             | 六本木 a.i TOKYO                                                          | SPECIAL GUEST DJ:iSSEi iSHiDa |  |
| 2009年9月19日               | ファンタスティック×ガチンコ勝負!!-昼                                                                                           | 表参道 FAB                                                                | with クリィミー・パフェ / 小桃音まい / 伊藤桃 / hug / 三浦めい / ひまわり |  |
| 2009年9月19日               | ファンタスティック×ガチンコ勝負!!-夜                                                                                           | 表参道 FAB                                                                | with Feam / 小桃音まい / 伊藤桃 / 虎子虎子 / 小山留生 / パピヨン / hug / 三浦めい / ひまわり |  |
| 2009年9月20日               | Diabolic Laughter | 新宿 MARZ                                                                 | with Bash / KATA-KANA / にわ |  |
| 2009年9月21日               | YME秋フェス Yokohama Music Explorer Vol.2                                                                                      | 横浜 tvk café                                                             | with air code / CHURU-CHUW / フロウズン / 伊達晃二 / Supremen / The New Classics |  |
| 2009年9月22日               | ODAIBA COLLECTION | デックス東京ビーチ                                                        | 無料！！ |  |
| 2009年9月25日               | TOgether2 A→B→C | 東京キネマ倶楽部                                                          | with 桃井はるこ / ディアステージ・オールスターズ / 太田ゆうき / アフィリア・サーガ・イースト / Saori@destiny produced by Kenzo Saeki |  |
| 2009年9月26日               | 第19回しながわ宿場まつり | 品川 新馬場 聖蹟公園                                                      | 無料！！ |  |
| 2009年9月26日               | GRAND OPENING GUEST LIVE | 六本木 DOUBLE                                                             | |  |
| 2009年9月30日               | Korean Festival 2009 | SEOUL オープンステージ                                                    | 無料！！ |  |
| 2009年10月9日               | JACKIE presents 「THE 1st MISSION midnight」                                                                                   | 新代田 FEVER                                                              | with BALLOON88 / TRASH QUEEN / VJ ﾄｵﾔﾏｷｲﾁ / DJ OKA-P / DJ トオヤマキイチ / DJ AKIRA KAWARAZAKI / DJ JACKIE |  |
| 2009年10月11日              | | 新横浜 BELL'S                                                             | with 漣研太郎とピストルモンキーズ / REAL' / air code |  |
| 2009年10月16日              | アニソンぷらす×アニメ☆ダンス コレクション presents GIRLs-TechnoPop stadium                                                     | 恵比寿 LIQUIDROOM                                                         | with 腐男塾 / コスメティックロボット / ミニスカポリス / B.L.T.アイカレ1期生 / TEAM純情 / 小桃音まい / Survivё-ZERO / 太田ゆうき / 虎子虎子 |  |
| 2009年10月17日              | 愛知工科大学学園祭 ～GIRLs-RockPop stadium ＠ 愛知工科大学～                                                                   | 愛知工科大学                                                              | |  |
| 2009年10月17日              | GIRLs-RockPop stadium ＠ 名古屋 後夜祭                                                                                         | LIVEHOUSE TAURUS                                                          | |  |
| 2009年10月23日              | C-STYLE 歩み -僕らの軌跡- | 渋谷 PLUG                                                                 | with LITO / Charm / ユーセイ / MC近藤みすず / 劇団プープージュース |  |
| 2009年10月27日              | It`s a girls showtime!_SAnaGI_vol.9                                                                                            | 高円寺 HIGH                                                               | with 黒崎真音 / パピヨン / 保坂愛海 / 水玉おんらいん / 霧島若歌 / 艶LANCE / 司会：水玉おんらいん(みりたそ、えいたそ) |  |
| 2009年10月28日              | 夜の渋谷の街であえるかも！？                                                                                                   | 渋谷                                                                      | ストリートライブ！ |  |
| 2009年10月30日              | Sauced | 六本木 a.i TOKYO                                                          | with 傳田真央 |  |
| 2009年11月3日               | GIRLs-RockPop stadium vol.51 ～ガールズカルチャーショック＠渋谷～                                                              | 渋谷 asia P                                                               | with Feam / 小桃音まい / MarryDoll / 虎子虎子 / 宮下舞花 / 桑江咲菜 |  |
| 2009年11月4日               | 第41回 東京モーターショー | 幕張メッセ 第41回東京モーターショー2009 TOKYO FM サテライトスタジオブース | |  |
| 2009年11月8日               | 渋谷POP de LIVE↑↑ | 渋谷 DESEO                                                                | with 小桃音まい / SMaRT with RUKA / 小山留生 / 伊藤桃 / 青山路代 from Survivё / 私立梅っ子学園 |  |
| 2009年11月8日               | G-GIRLS NIGHT | 川崎 O.T.B                                                                | with 千城 / SUSU / 大木望 / 他 |  |
| 2009年11月11日              | Red Pepper Girls 1stワンマンライブ ～宇田川町をE☆ROCKせよ～                                                                    | shibuya eggman                                                            | |  |
| 2009年11月22日              | WILLCOM HONEY BEE 3 デビューイベント                                                                                           | 渋谷109スクエア                                                           | 2ステージ |  |
| 2009年11月28日              | LOVEパラダイス～君と一緒に～                                                                                                   | 渋谷 WOMB                                                                 | with 虎子虎子 / JELLY【B】GIRLS / 小山留生 / 太田ゆうき / Mizca |  |
| 2009年12月2日               | RUBBER POP FESTA | 西川口 LIVE HOUSE Hearts                                                  | with sugar'N'spice / 他 |  |
| 2009年12月4日               | Rhymes vol.17 Day & Night | 六本木 morph-tokyo                                                        | |  |
| 2009年12月6日               | TOgetherCLUB4 ～X’mas 早取りスペシャル～                                                                                       | 渋谷 SECO                                                                 | with バニラビーンズ / ディアステージ・オールスターズ / アフィリア・サーガ・イースト / いせひなた / 声優のたまご / ダークナースZORO / 他 |  |
| 2009年12月10日              | BLow! BLow!! BLow!!! | 三軒茶屋 HEAVEN'S DOOR                                                    | with BALLOON88 / シイラシアペガニズム / Mop of Head |  |
| 2009年12月13日              | ROCK-YARD YOKOHAMA STREET LIVE                                                                                                 | 横浜 みなとみらい ランドマーク                                            | 無料！! |  |
| 2009年12月26日              | KAWASAKI YEAH!! ～21世紀型teddy boy(S)～                                                                                       | 川崎 Serbian night                                                        | with air code / Julian / 漣研太郎とピストルモンキーズ |  |
| 2009年12月26日              | 【XXX～爆裂肉食女子草食撲滅年末大夜会！！！～】                                                                                | 三軒茶屋 HEAVEN'S DOOR                                                    | with マジョ / VAV / mig / ヒゲと味噌汁 / six / ヒフカ / 385(ex.BLEACH) / 花ト散るらん / The HARPY'S(ex.FALSIES ON HEAT,サキノハカ,idiotbox) / ameiro / 否[i-na] / CANNIBAL RABBIT / エクスタシーズ / ABCD / XXXDEATH!? / 他                                        |  |

### 2010年
| 開催期日            | 公演タイトル | 会場                                                     | 備考 |  |
| ------------------- | --- | -------------------------------------------------------- | --- |  |
| 2010年1月10日       | 『1月10日は伊藤の日 大塚で伊藤イベント開催しま～す！』                                                                                            | 大塚 Deepa                                               | with コスメティックロボット(第2部) / 小桃音まい(第2部) / 虎子虎子 / 宮下舞花 / SMaRT with RUKA(第2部) |  |
| 2010年1月11日       | shibuya eggman presents 『ロック冬期講習スペシャル』 ～講師全員集合の巻～                                                                         | shibuya eggman                                           | with 奥田みわ / Saori@destiny / AZURE(from 名古屋) etc. *当日、学生証を見せたお客さんは入場料、\1,000 OFF!! |  |
| 2010年1月17日       | ワクワク大作戦 Vol.2 | 高田馬場 CLUB PHASE                                      | with ワタナベフラワー / FREE FOR ALL / スキップカウズ / 大久保ノブオ(ポカスカジャン) opening act有り |  |
| 2010年2月1日        | マリーの伝言2010 | 渋谷 O-West                                              | with Glowlamp / Addy / ぐるぐる / BUNNY THE PARTY |  |
| 2010年2月5日        | 渋谷ぶっ飛び!!ガールズ祭り2010 | 渋谷 O-East                                              | with 佐藤正美 / 卯咲みみ / Mirage / 艶LANCE / anela /Suppli Mode / 歌姫☆サプライズ / SODA★POP / 小山留生 / 保坂愛海 / 太田ゆうき / 咲岡里奈 / Loverins / 星のオトメ歌劇団 / d-trance / Starmarie / ナナカラット MC : 太田ゆうき / 小山留生 /佐藤正美 |  |
| 2010年2月20日       | アイドル × GOGO! | 新横浜 SUNPHONIX HALL in YOKOHAMA ARENA                  | with Feam / Chu!☆Lips / B.L.T.アイドルカレッジ / SODA★POP / クリーム / Marry Doll / 虎子虎子 |  |
| 2010年2月20日       | 双子の芸術祭 『Two Win #3』 | 下北沢 FREE FACTORY                                      | with FLIP-FLAP / jumelle / ツインズ / 望月久代 |  |
| 2010年2月21日       | Drinking Crazy | 新代田 FEVER                                             | オープニングアクト |  |
| 2010年2月22日       | HIGH×輩×ハイッ！ | 高円寺 HIGH                                              | with 虎子虎子 / 小桃音まい / 歌姫☆サプライズTEAM / 雪月花 / 雪乃りお |  |
| 2010年2月26日       | | 新横浜 BELL'S                                            | with CHICK CHICK FOR PEACE / 渋谷めぐみ / PLEASE PLEASE / tokage |  |
| 2010年3月3日        | RED PEPPER GIRLS PARTY | 渋谷 UNDER DEER LOUNGE                                   | with THE VINTAGE 4 SYSTEM / Baby Tears |  |
| 2010年3月5日        | TAKEDA＆MARZ Presents | 新宿 MARZ                                                | with 385 / 東京勘定屋 / and more... |  |
| 2010年3月14日       | 漣研太郎アワー第2回 「濱っていいとも！」 | 新横浜 BELL'S                                            | with 漣研太郎とピストルモンキーズ |  |
| 2010年3月18日       | | 三軒茶屋 HEAVEN'S DOOR                                   | with BALLOON88 / mig / lifes / ザリガニ$ |  |
| 2010年3月21日       | Saori@destiny LIVE in Solfa with Red Pepper Girls                                                                                                 | 中目黒 solfa                                             | with Saori@destiny |  |
| 2010年3月22日       | Asian Dream 4 | 大塚 Deepa                                               | with Feam / JUICY / MicA / 利根川藍 / Y2☆プラねっと / IDOL@BOXX / オトメ☆コーポレーション 他 |  |
| 2010年3月23日       | 和リナシメンターレ | 原宿 クエストホール                                      | ゲストモデル出演 |  |
| 2010年4月4日        | Red Pepper Girls 1st Session Live 20100404 ～円山町であたふたセッション～                                                                         | 渋谷 七面鳥                                              | with FLIP-FLAP / Rizumu |  |
| 2010年4月4日        | Red Pepper Girls 1st Acoustic ワンマンライブ 20100404 ～円山町でみんなと、円山町で一緒に～                                                        | 渋谷 七面鳥                                              | |  |
| 2010年4月10日       | Girls Bayside Party -Day- | 芝浦 CUBE326                                             | with 石川有沙 / 小山あかり / 城所葵 / 春日桃 / Apple Tale / 虎子虎子 / SODA★POP / Chu!☆Lips |  |
| 2010年4月10日       | Girls Bayside Party -Night- | 芝浦 CUBE326                                             | with 城所葵 / Ｕ / 渡辺マリア / Apple Tale / SODA★POP / 虎子虎子 / Chu!☆Lips / Survivё-ZERO |  |
| 2010年4月11日       | ファンタスティック | 新宿 Ruido K4                                            | with 稲富菜穂(ex:コスメティックロボット) / 橋本亜美(ex:コスメティックロボット / 小桃音まい / 他 |  |
| 2010年4月11日       | GIRLs-RockPop stadium | 表参道 FAB                                               | with コスメティックロボット / 小桃音まい / d-trance / キラキラ六本木女学院 / DokiDoki☆ドリームキャンパス / Starmarie/Chu☆Lips / Suppli Mode / ホシカゲファクトリー / AppleTale |  |
| 2010年4月13日       | a-live | 西麻布 alife                                             | FREE LIVE ACOUSTIC VER. WITH SHIN-SHIN(gt) |  |
| 2010年4月20日       | | 三軒茶屋 HEAVEN'S DOOR                                   | with 日の毬 / アンドライトシンジケート / mig / 日曜、夕暮れ |  |
| 2010年4月24日       | GBA～extra～ | 渋谷 DUO                                                 | with Rizumu / Survivё-ZERO |  |
| 2010年4月25日       | Red Pepper GirlsがBBQミニライブ | 多摩川                                                   | |  |
| 2010年4月29日(予定) | ～POPSTYLE 10 vol.2～ | 原宿 CROCODILE                                           | with SoRa / ema / Marry Doll / mutsumi |  |
| 2010年5月1日        | ROCK-YARD EXTRA at 日本丸 | 横浜 みなとみらい 日本丸メモリアルパークアリーナステージ | 無料！!(雨天中止) with マイアベレージ / Pleasant Noiz / バンキンガール/ Capock / YKJ / マイクロニクル / CHURU-CHUW |  |
| 2010年5月2日        | GIRLs-RockPop stadium～ゴールデンウィーク vol.3＠OSAKA×vijon～ 第1部                                                                              | 大阪 北堀江 club vijon                                   | with 小桃音まい / MarryDoll / SKETCH / Mari7 / 太田ゆうき / SMaRT with RUKA / プリティーズ / ダークチェリー / WEST WIND / 天心和風乙女団 / TRIPLE CLICK / 葉月 / MC：稲富菜穂(ex：コスメティックロボット) |  |
| 2010年5月2日        | GIRLs-RockPop stadium～ゴールデンウィーク vol.3＠OSAKA×vijon～ 第2部                                                                              | 大阪 北堀江 club vijon                                   | with 小桃音まい / MarryDoll / SKETCH / Mari7 / 太田ゆうき / SMaRT with RUKA / プリティーズ / ダークチェリー / WEST WIND / 天心和風乙女団 / TRIPLE CLICK / 葉月 / Nami / umiko / MC：稲富菜穂(ex：コスメティックロボット) |  |
| 2010年5月5日        | GIRLs-RockPop stadium～ゴールデンウィーク vol.5 第1部                                                                                             | 渋谷 Glad                                                | with キラキラ六本木女学院 / 虎子虎子 / 宮下舞花 / 桑江咲菜 / 杉原由規奈 / usa☆usa / 少女倶楽部 / ANNA☆S |  |
| 2010年5月5日        | GIRLs-RockPop stadium～ゴールデンウィーク vol.5 第2部                                                                                             | 渋谷 Glad                                                | with キラキラ六本木女学院 / 虎子虎子 / 宮下舞花 / 桑江咲菜 / 杉原由規奈 / usa☆usa / 小桃音まい / DokiDoki☆ドリームキャンパス / d-trance / Papillon / オトメ☆コーポレーション / 青山路代from Survivё / 銀河っ娘クラブ |  |
| 2010年5月9日        | GIRLs-RockPop stadium～ゴールデンウィーク FINAL 第1部                                                                                             | 表参道 FAB                                               | with コスメティックロボット / 小桃音まい / DokiDoki☆ドリームキャンパス / キラキラ六本木女学院 / Suppli Mode / 虎子虎子 / 小田あさ美 / 小山留生 / 杉原由規奈 / Survivё-ZERO / AZUKI |  |
| 2010年5月9日        | GIRLs-RockPop stadium～ゴールデンウィーク FINAL 第2部                                                                                             | 表参道 FAB                                               | with コスメティックロボット / 小桃音まい / DokiDoki☆ドリームキャンパス / キラキラ六本木女学院 / Suppli Mode / 虎子虎子 / 小田あさ美 / 小山留生 / 杉原由規奈 / d-trance / オトメ☆コーポレーション |  |
| 2010年5月10日       | 大塚ワンダフルタイム | 大塚 Deepa                                               | with Eyes / 高橋美之 / 雪乃りお / 銭谷のぞみ |  |
| 2010年5月17日       | a-live | 西麻布 alife                                             | FREE LIVE ACOUSTIC VER. WITH acchi(gt) |  |
| 2010年5月18日       | G:+ レコ発ライブ 5月19日 Release!! | 高田馬場 club PHASE                                      | with G:+ / KAT / CHEE AND TRESURE NICE / Brandy |  |
| 2010年5月22日       | ファンタスティック | 新宿 RUIDO K4                                            | with 小桃音まい / DokiDoki☆ドリームキャンパス / Rizumu / AZUKI / 新芽歩 / ホシカゲファクトリー / Survivё-ZERO / 銭谷のぞみ / 雪乃りお |  |
| 2010年5月24日       | RING×RING×RING | 表参道 FAB                                               | with 小桃音まい / DokiDoki☆ドリームキャンパス / usa☆usa少女倶楽部 / ホシカゲファクトリー / ANNA☆S / 太田ゆうき / 花咲くらら / ゆめのれいん / 星咲くるみ |  |
| 2010年5月28日       | FASCINATION - PLATINUM 6th Anniv | 大阪 南船場 PLATINUM                                     | with Special Guest Dj : Shinnosuke (S'capade / SOU'dOUT) / Live Artist : 紗羅マリー |  |
| 2010年5月31日       | | 三軒茶屋 HEAVEN'S DOOR                                   | with THE SOL / GOLD&SAINT / スクラムシロップ / dred lock fellow |  |
| 2010年6月1日        | マリーの伝言 2010 Vol.4 | 渋谷 O-West                                              | with Bye Bye Boy / スパンクル / tokage |  |
| 2010年6月9日        | 『アイドルロック～半額セール、1500円だよ、全員集合～』                                                                                            | 亀戸 yanagi                                              | with DokiDoki☆ドリームキャンパス / 伊藤桃 |  |
| 2010年6月23日       | | 新宿 MARZ                                                | |  |
| 2010年6月25日       | | 六本木 57                                                | MUSIC CHARGE FREE!! |  |
| 2010年6月29日       | | 三軒茶屋 HEAVEN'S DOOR                                   | with THE SOL / GOLD&SAINT / スクラムシロップ /dred lock fellow |  |
| 2010年6月30日       | a-live | 西麻布 alife                                             | FREE LIVE ACOUSTIC VER. |  |
| 2010年7月3日        | FOX サマー・ビーチ・パーティーin沖縄 | トロピカルビーチ 宜野湾海浜公園野外劇場                  | ゲスト： AI、DJ Kaori、アシュリー･ロバーツ(元プッシー・キャット・ドールズ)、HOK、MOMO 他 無料！！ |  |
| 2010年7月8日        | TOgether P-WEST | 渋谷 O-WEST                                              | アフィリア・サーガ・イースト / ディアステージ・オールスターズ(吉河順央、でんぱ組.inc、霧島若歌) / 古川未鈴 / Red Pepper Girls / ULTRA-PRISM(小池雅也、月宮うさぎ) / キラポジョ / 豚乙女 / ダークナースZERO / ナゴム / 多摩川しず香 / デカシャツ喫茶 / 城 奈菜美(名古屋) / ★SAKUR∀ん☆(名古屋) / 宮倉まな☆(名古屋) / 葉月(大阪) / Nami(大阪) ゲスト：柳ヶ木昇／d-trance 司会：サエキけんぞう＆桃知みなみ |  |
| 2010年7月11日       | GIRLs-RockPop stadium | 吉祥寺 CLUB SEATA                                        | 小桃音まい / ぱすぽ☆ / コスメティックロボット / DokiDoki☆ドリームキャンパス / アイドルカレッジ / 銀河っ娘クラブ / d-trance / AppleTale / Rizumu / Survivё-ZERO / choice? / Red Pepper Girls / みるきぃWAY TRAIN / こすもす |  |
| 2010年7月13日       | shibuya eggman presents “CONCENTRATE vol.42” | 渋谷 eggman                                              | シイラシアペガニズム / スキルアップ / ANNY PUMP / Red Pepper Girls / SILC set Heaven |  |
| 2010年7月18日       | ～ダメ! Red Pepper Girlsじゃなきゃ! ゼッタイ!～                                                                                                   | 名古屋 アスナル金山                                      | 無料！！ |  |
| 2010年7月20日       | ～ダメ! Red Pepper Girlsじゃなきゃ! ゼッタイ!～                                                                                                   | 大阪 2nd LINE                                            | |  |
| 2010年7月24日       | Planet K ×ALLaNHiLLZ presents 『WM-twins night-』 ～ダメ! Red Pepper Girlsじゃなきゃ! ゼッタイ!～                                                 | 吉祥寺 PLANET K                                          | ALLaNHiLLZ / QooSue / 族音二重奏 / Red Pepper Girls |  |
| 2010年7月25日       | 『GBA extra2』 | 上野 BRASH                                               | Rizumu / Survivё-ZERO / choice? and more |  |
| 2010年7月29日       | caramel box ～ダメ! Red Pepper Girlsじゃなきゃ! ゼッタイ!～                                                                                       | 高田馬場 CLUB PHASE                                      | UGLY IN CLARITY / SECOND WALL / イタズラLim / 3人目の彼女 / VINAL |  |
| 2010年7月31日       | GIRLs-RockPop stadium 第1部 | 渋谷 DESEO                                               | コスメティックロボット / Feam / 小桃音まい / DokiDoki☆ドリームキャンパス / Red Pepper Girls / 伊藤桃 / SODA★POP / 小田あさ美 / 太田ゆうき / usa☆usa少女倶楽部 / みるきぃWAY TRAIN / こすもす |  |
| 2010年7月31日       | GIRLs-RockPop stadium 第2部 | 渋谷 DESEO                                               | コスメティックロボット / Feam / 小桃音まい / DokiDoki☆ドリームキャンパス / 銀河っ娘クラブ / d-trance / Red Pepper Girls / 伊藤桃 / キラポジョ / SODA★POP / 小田あさ美 / 太田ゆうき / usa☆usa少女倶楽部 / SMaRT with RUKA |  |
| 2010年8月1日        | GIRLs-RockPop stadium 第1部 | 大塚 DEEPA                                               | コスメティックロボット / 小桃音まい / DokiDoki☆ドリームキャンパス ほか |  |
| 2010年8月1日        | GIRLs-RockPop stadium 第2部 | 大塚 DEEPA                                               | コスメティックロボット / 小桃音まい / DokiDoki☆ドリームキャンパス ほか |  |
| 2010年8月2日        | Finger Mark Park | 大塚 DEEPA                                               | コスメティックロボット / 小桃音まい / DokiDoki☆ドリームキャンパス / あっとぐみXYZ / JUICY ほか |  |
| 2010年8月4日        | W-SPIN presents 千城 - ちひろ - シングルリリースイベント                                                                                          | 池袋 RUIDO K3                                            | 高田聖子 /7117( ナナイチミラー )/Seventh Heaven |  |
| 2010年8月14日       | GIRLs-RockPop stadium 第1部 | 渋谷 DESEO                                               | コスメティックロボット / 小桃音まい / Feam / DokiDoki☆ドリームキャンパス / あっとぐみX / Red Pepper Girls / キラポジョ / Rizumu / Survivё-ZERO / choice? / anela / 武田るい / アイドルカレッジ / 小山留生 |  |
| 2010年8月14日       | GIRLs-RockPop stadium 第2部 | 渋谷 DESEO                                               | コスメティックロボット / 小桃音まい / Feam / DokiDoki☆ドリームキャンパス / あっとぐみX / Red Pepper Girls / キラポジョ / Rizumu / Survivё-ZERO / choice? / anela / 武田るい / Chu!☆Lips / MarryDoll / d-trance / 太田ゆうき |  |
| 2010年8月15日       | BEER LIVE 2010 in Toshimaen | としまえん カルーセルエルドラド横                        | 2ステージ |  |
| 2010年8月16日       | | 三軒茶屋 HEAVEN'S DOOR                                   | 00θ(写真上段左) / (in your)LAST SUNSET / LOCAL K.K / LIFE(S)FILE-ワチワカ |  |
| 2010年8月23日       | CHURU-CHUWプレゼンツ ROAD TO"1123" しんいちろう"お誕生日会"ワンマンライブ ～Happy Birthday To Me～ ～ダメ! Red Pepper Girlsじゃなきゃ!ゼッタイ!～ | 新横浜 BELL'S                                            | Miyu Miyu / Red Pepper Girls with BAND / (O.A.)Wednesday / Blues NightClub Band |  |
| 2010年8月30日       | a-live | 西麻布 alife                                             | FREE LIVE ACOUSTIC VER. |  |
| 2010年9月2日        | sacra レコ発パーティーライブ「夢旅の途中」 | 高田馬場 CLUB PHASE                                      | sacra / Red Pepper Girls / STIL / リップ・ヴァンズ |  |
| 2010年9月6日        | | 渋谷 RUIDO K2                                            | |  |
| 2010年9月15日       | | 宇都宮 HEAVEN'S ROCK                                     | Light Bringer |  |
| 2010年9月19日       | | 渋谷 Milkyway                                            | |  |
| 2010年9月19日       | | 六本木 morph-tokyo                                       | |  |
| 2010年9月22日       | 小桃音まい 4thシングル 「コズミック☆UNIVERSE」 発売記念イベント                                                                                   | 秋葉原 石丸電気ソフト本店7階                             | |  |
| 2010年9月23日       | 蛍光中毒presents.. PartyParty Ｋ-Pop vol.1 | 新宿 SUNFACE                                             | |  |
| 2010年9月27日       | a-live | 西麻布 alife                                             | FREE LIVE ACOUSTIC VER. |  |
| 2010年10月2日       | Red Pepper Girls ワンマンLive 20101002 ～ダメ! Red Pepper Girlsじゃなきゃ! ゼッタイ!～                                                            | 渋谷 DESEO                                               | |  |

### マミ (上谷眞美)
| 開催期日                       | 公演タイトル                                                                                  | 劇団           | 脚本・演出                        | 会場                                   | 役名                                                  |
| ------------------------------ | --------------------------------------------------------------------------------------------- | -------------- | --------------------------------- | -------------------------------------- | ----------------------------------------------------- |
| 2007年11月7日 -2007年11月20日  | もろもろよろしければ                                                                          | K's Produce    | 宮川美一                          | 東京芸術劇場                           | 山谷さとみ                                            |
| 2008年5月29日 -2008年6月1日    | サー・トーマス・ドッグマンフェルナンデス・ダマスカスからの招待状                              | レッドフェイス | 脚本：さいそんりこ 演出：咲輝     | 田町 Ajito                             | ブリジッタ・ファラオ                                  |
| 2008年9月4日 -2008年9月9日     | N.M.L～Nice Mikoshiba Life                                                                    | K's Produce    | 古川九一                          | 池袋 シアターグリーン BIG TREE THEATER | リズ(ヒロイン)                                        |
| 2009年1月7日 -2009年1月11日    | 汚れたアヒル                                                                                  | PU-PU-JUICE    | 山本浩貴 久米伸明                 | 中野 ザ・ポケット                      | 優希(ヒロイン)                                        |
| 2009年2月10日 -2009年2月15日   | 吟子                                                                                          | レッドフェイス | 脚本：さいそんりこ 演出：榊原利彦 | 日暮里 d-倉庫                          | 大崎哉子                                              |
| 2009年5月27日 -2009年5月31日   | 新・罪と罰                                                                                    | PU-PU-JUICE    | 山本浩貴                          | 赤坂レッドシアター                     | 姫野カエデ                                            |
| 2010年10月13日 -2010年10月17日 | サー・トーマス・ドッグマン・フェルナンデス・ダマスカスからの招待状II 【ジュラリエッタの悲劇】 | レッドフェイス | 脚本：さいそんりこ 演出：榊原利彦 | 田町 Ajito                             | ブリジッタ・ファラオ(マミ) ベルベッタ・ファラオ(マイ) |

## ディスコグラフィー

### アルバム
- レモンティー 〜搾って、ボクのレモンを〜 (2008年9月10日、インディーズ)
- キャリオキROCK大作戦 (2009年4月8日、ビクターエンタテインメント)

### マキシシングル
- ハピ☆デラ (2010年10月6日、LAURENT RECORD)

### シングル
- レモンティー (2008年7月24日、先行配信)
- カルメン'77 (2008年8月14日、先行配信)
- 猫チェリー (2008年12月24日、先行配信)
- 流星JET2.0 (2008年12月24日、先行配信)
- エゴイスティック☆シャンペィン (2008年12月24日、先行配信)
- 好調乱舞 (2008年12月24日、先行配信)
- アゲハ (2008年12月24日、先行配信)
- Hyper Speed Way (2008年12月24日、先行配信)
- 酔いどれ小猫 (2008年12月24日、先行配信)
- ニコニコJINSEI (2008年12月24日、先行配信)
- 恋のドン・キホーテ (2008年12月24日、先行配信)
- 宇田川町ラケンロール (2008年12月24日、先行配信)
- Summer Memories～水泳部でした～ (2008年12月24日、先行配信)

### 参加作品
- ブチアゲ♂パランス#9 (2009年3月25日) ビクターエンタテインメント (規格品番：VIZP-81)
愛がすべて ～CAN’T GIVE YOU ANYTHING(BUT MY LOVE) (FREEDOMBUNCH CLUB MIX)収録
- TOgether SONGS Neo girls 2010(2010年7月9日　PEAR-2001)
流星JET 2.0

## メディア

### ケータイドラマ
- 夜蝶のオキテ(キラキラハート：桜井莉菜主演、2009年7月1日 -)

### ラジオ

#### ゲスト出演
- 宇治田みのるのNight Habits(Inter FM：2008年7月26日 20:00 - 、ゲスト出演)
- DANCING GROOVE!～HOT JAM～(FMヨコハマ：2008年10月29日 24:00 - 、「POP ON THE RADIO」　生ゲスト出演)
- オトナがROCK！(FMやまと：2008年12月13日・20日 20:00 - 21:00、ゲスト出演)
- Good Time(FM Salus：2009年1月13日 18:10 - 、「WOOFER BREAKERS」　生ゲスト出演)
- DANCING GROOVE!～HOT JAM～(FM横浜：2009年3月10日 25:00 - 、生ゲスト出演)
- aria asiaのニライエイジア(FMニライ|FM Nirai：2009年5月4日 19:00 - 20:00)
- DANCING GROOVE!～HOT JAM～(FMヨコハマ：2009年5月4日 24:00 - 、「THE BEAT」DJ：鈴木しょう治　生ゲスト出演)
- ラヂオつくば：2009年5月5日 17:30 - 17:45、生ゲスト出演　18:00 - 18:30、二人きりでラジオジャック公開生放送
- ASIAN GO!GO!(FMヨコハマ：2009年5月29日 25:00 - 25:30、DJ：島村仁　ゲスト出演)
- FRIDAY GOES ON(JFN系列ネット：2009年6月5日 15:00 - 、生ゲスト出演)
- MUSIC UP-STYLE(STAR digio：2009年7月6日 20:00 - 21:00、ゲスト出演)
- PUMP UP RADIO(FM-FUJI：2009年7月10日 16:15 - 16:30、ゲスト出演)
- NEVERMIND!!(FM-FUJI：2009年10月16日 21:00 - 24:00、ゲスト出演)
- げんこつRADIO SHOW(FM PORT：2010年1月2日 14:00 - 生放送ゲスト出演)
- ミュージック・コンボイ・サタデー(FM PORT：2010年4月24日 19:00 - 生放送ゲスト出演)
- MUSIC SHOWER(RBC琉球放送)：2010年7月2日　12：45　-　生放送ゲスト出演)

#### レギュラー
- Red Pepper Girlsが飲み会(ラヂオつくば サイマルラジオ：毎週土曜 21:00 - 22:00、再放送毎週火曜 23:00 - 24:00　2009年7月9日 -)

### 雑誌・新聞
- 「刺激満点!赤唐辛子娘、アツ～く登場！」(週刊プレイボーイ：2009年4月6日発売)
- 「今年のJ-pop界は多国籍ルーツ美女が席捲！」(FLASH：2009年4月14日発売)
- 「Dカップ美人姉妹がE☆ROCKで悩殺よ」(東京中日スポーツ：2009年4月18日発売)
- 渡辺達生撮りおろし　グラビア掲載(週刊ポスト：2009年4月27日発売)
- チュッパチャプス誕生50年突破記念グラビア「Chupa Sexy」(CIRCUS MAX：2009年5月9日発売)
- 「ビューティフルレディーカタログ」(B.L.T.：2009年11月24日発売)
- TOKYO☆一週間(2010年3月2日発売)
- 週刊文春(2010年7月22日発売)

### テレビ
- アメリカン・アイドル シーズン8(FOX TV：2009年4月18日 21:00 - 23:00、番組の前後に放送するミニコーナーにゲストで登場。ナビゲーターはDJ KAORI。)
- アイドルスナイパー(テレビ大阪：2009年6月6日 26:35 - 、ライブ出演)
- アイドルスナイパー(CSスカパー!ビクトリーチャンネル：2009年6月8日 22:00 - 、ライブ出演)
- アイドルスナイパー(テレビ大阪：2009年6月27日 26:35 - 、モチモノスナイパー　コーナー出演)
- ハマランチョ (tvk、2009年10月27日、金やん堂のコーナー)
- おもいッきりDON!(日本テレビ系列全国ネット：2010年2月24日 11:55 - 、双子の芸術祭「TWO WIN#3」、ライブ映像出演)
- スクール革命!(日本テレビ系列：2010年3月7日放送。美人双子BEST5のコーナー)
- ザ・ゴールデンアワー(東京メトロポリタンテレビジョン)：2010年3月29日生放送。ゲスト出演)
- ありえへん∞世界(テレビ東京、2010年8月31日)

### Web
- Web女性自身「歌姫」(2009年1月27日-2月4日、vol.1-vol.7)
- AK!BA.TV(2009年3月15日)
- monoLIVE!(2009年4月7日、3月22日に渋谷wombで行われたLIVE映像＆インタビュー)
- ニコニコ生放送 「ピョコタン・IQのビックリ汁」(2009年12月3日)
- image.tv　グラビア(2010年7月1日　-　)

## オフィシャルグッズ
- 生写真7枚セット(100種)
- 缶バッジ3個セット
- 携帯ストラップ
- ステッカー大(完売)
- ステッカー小
- カレンダー
- Tシャツ(メンズ)
- Tシャツ(レディース)
- ロングスリーブTシャツ(ユニセックス)
- タオル
- フェルトトートバッグ
- デザインジャケットシート(ICカードにはるもの)
- 写真入りマウスパッド